# یان ریشار

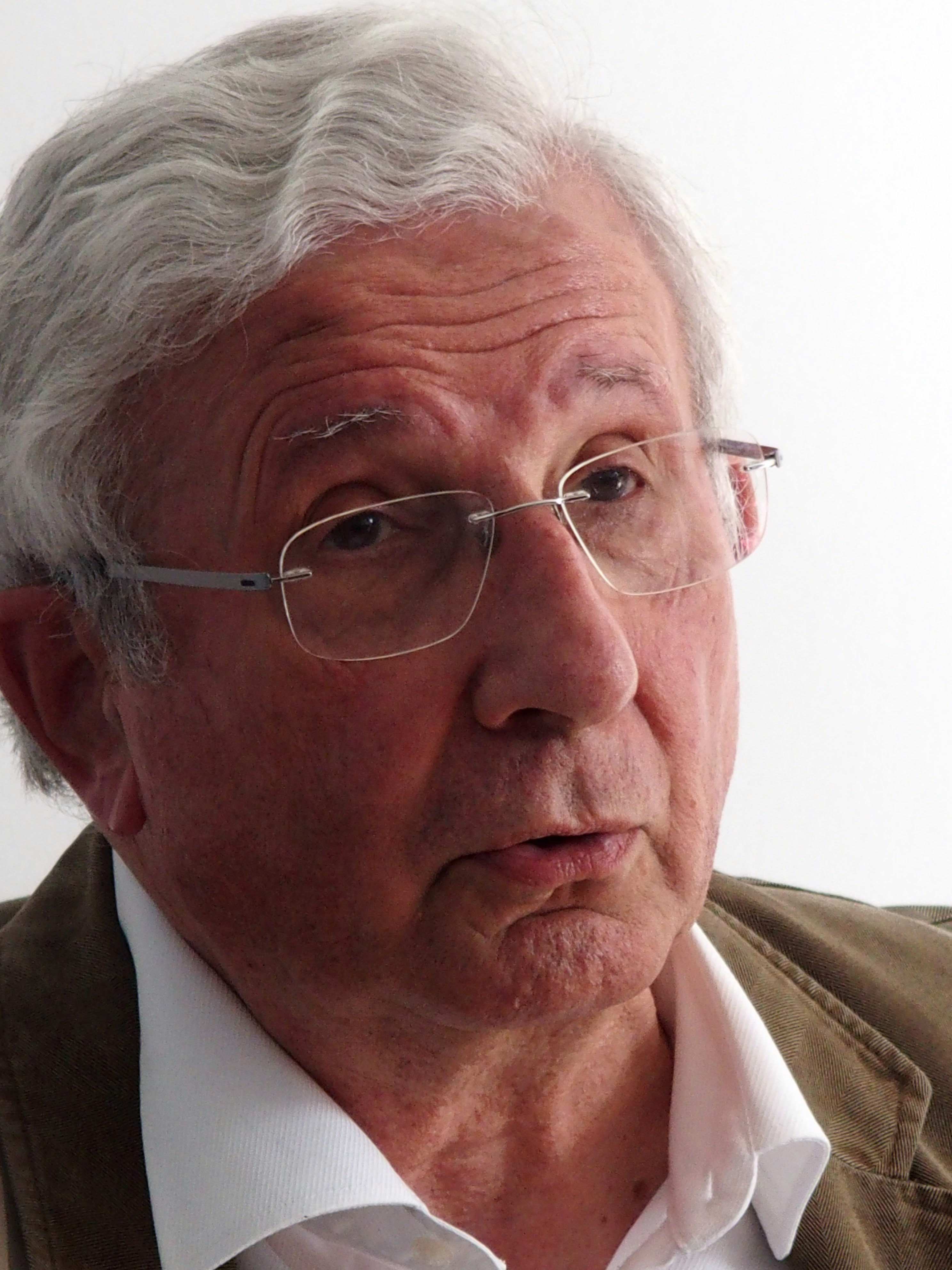

یان ریشار (به فرانسوی Yann Richard) استاد ایران‌شناسی دانشگاه سوربن و متولد ۲۴ ۱۹۴۸ در فرانسه است. او رئیس مؤسسه مطالعات ایرانی سوربن در فرانسه، متخصص در شیعه‌شناسی و تاریخ معاصر ایران و ادبیات فارسی است.
یان ریشار در دانشگاه لیون و گرونوبل در رشته زبان‌شناسی تحصیل کرده و سپس در دانشگاه توبینگن در آلمان زبان عربی و ادبیات فارسی خوانده‌است. او در سال ۱۹۸۰ از رساله دکترای خود دربارهٔ کتاب گوهر مراد عبدالرزاق لاهیجی فیلسوف ایرانی دفاع کرد.
از سال ۱۹۹۳ تاکنون استاد و مدیر مؤسسه ایران‌شناسی در دانشگاه سوربن است.

## آثار
- یک‌صد واژه برای ایران امروز /۲۰۰۳
- ایران در قرن بیستم / با همکاری ژان پی یر دیگارو برنارد هورکاد/۱۹۹۶
- اسلام شیعیان: سیاست، ایدئولوژی و مذهب / با همکاری آنتونیا نویل/۱۹۹۵
- اسلام شیعه: ایمان و ایدئولوژی / ۱۹۹۱
- ایران امروز: ریشه‌ها و پیامدهای انقلاب اسلامی ایران / با همکاری نیکی آر. کدی/۲۰۰۳
- سرچشمه‌های انقلاب: تاریخ تحلیلی معاصر ایران / با همکاری نیکی آر. کدی /۱۹۸۱
- تهران در زیر آتشفشان / با همکاری برنارد اورکاد /۱۹۸۷
- تشیع در ایران: امام و انقلاب /۱۹۸۰